# Izydor Wilk
Izydor Wilk (ur. 10 maja 1875 w Zręcinie, zm. 29 grudnia 1936 tamże) – ludowy poeta, pieśniarz, prozaik, żołnierz, publikował w gazecie Przyjaciel Ludu (w 2010 roku doczekał się pomnika).
Izydor Wilk urodził się w Zręcinie koło Krosna jako syn Pawła i Karoliny (de domo Kochańska). W latach 1883–1889 uczęszczał do miejscowej szkoły. W wieku 14 lat został oddany na naukę do krawca, u którego uczył się krawiectwa przez 6 lat. Od 1897 roku służył w armii austro-węgierskiej w 3 Pułku Ułanów w Krakowie. 26 listopada 1902 zawarł związek małżeński z Henryką Futyrą. 28 listopada 1903 urodził się ich syn Stefan, który zmarł 24 lutego 1904 roku. W czasie trwania I wojny światowej, w maju 1915 roku, został powołany do armii austro-węgierskiej. 
W latach 20. zaprzyjaźnił się z Janem Stapińskim, jednym z twórców i przywódców polskiego ruchu ludowego, publicystą, politykiem i założycielem tygodnika Przyjaciel Ludu, w którym to publikował swoje wiersze. W 1931 roku w tygodniku tym ukazała się notatka biograficzna poety. Izydor Wilk zmarł na astmę. Pogrzeb odbył się 31 grudnia 1936 roku na cmentarzu w Zręcinie.